# Liste der Monuments historiques in Saint-Estèphe (Gironde)
Die Liste der Monuments historiques in Saint-Estèphe (Gironde) führt die Monuments historiques in der französischen Gemeinde Saint-Estèphe auf.

## Liste der Bauwerke
| Bezeichnung       | Beschreibung                  | Standort | Kennzeichnung | Schutzstatus | Datum | Bild |
| ----------------- | ----------------------------- | -------- | ------------- | ------------ | ----- | ---- |
| Kirche St-Étienne | Erbaut im 18./19. Jahrhundert | (Lage)   | PA00083905    | Classé       | 1995  |      |

## Liste der Objekte
- Monuments historiques (Objekte) in Saint-Estèphe (Gironde) in der Base Palissy des französischen Kultusministeriums